# Marcelo Bielsa
Marcelo Bielsa (* 21. Juli 1955 in Rosario, Spitzname: El Loco Bielsa, „Der verrückte Bielsa“) ist ein argentinischer Fußballtrainer und ehemaliger -spieler. Er war von 1998 bis 2004 Trainer der argentinischen Fußballnationalmannschaft und von 2007 bis 2010 Trainer der chilenischen Fußballnationalmannschaft.

## Karriere
Bielsa spielte in der ersten argentinischen Liga bei Newell’s Old Boys in der Abwehr und später bei Instituto Atlético Central Córdoba und CA Argentino Rosario. Bei den Newell’s Old Boys begann er 1980 seine aktive Laufbahn als Trainer. 1991 und 1992 gewann er mit den Newell’s die argentinische Meisterschaft und 1992 scheiterte er erst im Finale der Copa Libertadores. Anschließend übernahm er die mexikanischen Vereine Atlas Guadalajara und Club América, bevor er erneut in sein Heimatland zurückkehrte, wo er mit CA Vélez Sarsfield den Titel im Clausura-Turnier 1998 holte. Nach einer kurzen Zwischenperiode bei Espanyol Barcelona übernahm er im Jahre 1998 die Geschicke der Nationalmannschaft als Nachfolger von Daniel Passarella und führte die argentinische Auswahl zum Gruppensieg in der Südamerikaqualifikation zur Fußball-Weltmeisterschaft 2002. Trotz des enttäuschenden Ausscheidens in der Vorrunde blieb Bielsa Trainer der Albiceleste. Im Jahre 2004 wurde Argentinien unter Bielsa Zweiter bei der Copa América und gewann bei den Olympischen Sommerspielen in Athen die Goldmedaille. Nach diesen Erfolgen trat Bielsa überraschend zurück und José Pékerman wurde sein Nachfolger.
Am 11. August 2007 wurde Bielsa Trainer der chilenischen Fußballnationalmannschaft, die er von Nelson Acosta übernommen hat. Mit einer offensiven Ausrichtung belegte sein Team in der Südamerika-Qualifikation zur Fußball-Weltmeisterschaft 2010 mit 33 Punkten und nur einem Zähler Rückstand auf Brasilien den zweiten Platz. Mit der erstmaligen Qualifikation der chilenischen Nationalelf seit 1998 wurde der El Loco genannte Argentinier Bielsa praktisch zum Nationalhelden Chiles. Bei der Weltmeisterschaft wurde Chile in einer Vorrundengruppe mit Spanien, der Schweiz und Honduras Zweiter und schied in der Folge im Achtelfinale gegen Brasilien aus. Im Februar 2011 beendete Bielsa seine Tätigkeit als Trainer der chilenischen Nationalelf.
Zur Saison 2011/12 übernahm Bielsa den spanischen Erstligisten Athletic Bilbao. Während in der Liga nur der zehnte Platz erreicht wurde, führte Bielsa den Verein zum zweiten Mal in der Vereinsgeschichte in das Finale der UEFA Europa League sowie in das Endspiel der Copa del Rey. Beide Finalspiele gingen jedoch deutlich verloren. Durch die Teilnahme am spanischen Pokalfinale qualifizierte sich der Verein erneut für die Europa League. Vor Beginn der Saison 2012/13 war nach Meinungsverschiedenheiten mit dem Vereinsvorstand von einem Rücktritt Bielsas die Rede. Er blieb jedoch bis zum Saisonende Trainer der Basken und beendete die Spielzeit auf dem zwölften Tabellenplatz. Bielsas auslaufender Vertrag wurde anschließend nicht verlängert.
Olympique Marseille verpflichtete Bielsa zur Spielzeit 2014/15. Am Ende der Saison belegte der Klub den vierten Platz und qualifizierte sich für die Europa League. Nach einer Niederlage im ersten Spiel der Saison 2015/16 und Differenzen mit der Klubführung verließ Bielsa den Verein.
Am 6. Juli 2016 gab Lazio Rom die Verpflichtung von Bielsa zur Serie-A-Saison 2016/17 bekannt. Da laut Bielsa der Verein nicht, wie versprochen, vier Spieler verpflichten konnte, trat Bielsa zwei Tage nach seiner Präsentation bereits wieder zurück. Laut Bielsa besaß der Vertrag ohne die Neuzugänge keine Gültigkeit.
Ab dem 1. Juli 2017 war er Trainer des französischen Erstligisten OSC Lille, wurde aber bereits am 22. November nach dem 13. Spieltag freigestellt, nachdem sich die Mannschaft nach einer Niederlage in einem Nachholspiel bei SC Amiens weiterhin hartnäckig auf dem vorletzten Tabellenplatz gehalten hatte. Bielsa verklagte den Verein OSC Lille auf eine Zahlung von ausstehenden Gehältern sowie auf Entschädigung wegen Rufschädigung in Höhe von 17,9 Millionen Euro. In der Folge wurde Bielsa im Mai 2018 von einem Handelsgericht in Lille wegen grober Fahrlässigkeit zu einer Entschädigung in Höhe von 300.000 Euro an den Verein OSC Lille verurteilt. Mit seiner Klage habe er die mögliche Insolvenz des Clubs billigend in Kauf genommen.
Im Juni 2018 wurde Bielsa als neuer Trainer des englischen Zweitligisten Leeds United vorgestellt, er unterzeichnete einen Zweijahresvertrag. In der Saison 2019/20 führte er Leeds United nach sechzehnjähriger Abwesenheit zurück in die Premier League. Am 28. April 2019 zeichnete sich Bielsa durch seine Fairness im Aufstiegskampf gegen Aston Villa aus. Nachdem seine Mannschaft nach der Verletzung eines gegnerischen Spielers ein umstrittenes Tor geschossen hatte, ordnete Bielsa an, das gegnerische Team widerstandslos ein Tor erzielen zu lassen. Die Partie endete 1:1. Für diese Aktion wurde er mit dem FIFA-Fairplay-Preis 2019 ausgezeichnet. Im Februar 2022 wurde Bielsa als Trainer von Leeds United nach mehreren hohen Niederlagen entlassen. Sein Nachfolger wurde Jesse Marsch.
Am 15. Mai 2023 wurde Bielsa als Nationaltrainer Uruguays verpflichtet.

## Titel und Erfolge als Trainer
Newell’s Old Boys 
- Argentinischer Meister: 1991, 1992
- Copa-Libertadores-Finalist: 1992

CA Vélez Sarsfield
- Argentinischer Meister: 1998

Argentinien
- Goldmedaille bei den Olympischen Spielen 2004
- Copa-América-Finalist: 2004

Athletic Bilbao
- Copa-del-Rey-Finalist: 2012
- Europa-League-Finalist: 2012

Leeds United
- Englischer Zweitligameister: 2020

## Sonstiges
Sein Bruder Rafael war zwischen 2003 und 2005 argentinischer Außenminister. Seine Schwester María Eugenia wurde 2019 zur Ministerin für ländliche Entwicklung und Wohnraum berufen.